# Aeropuerto T1-T2-T3 metróállomás
Aeropuerto T1-T2-T3 metróállomás Spanyolország fővárosában, Madridban a madridi metró 8-as vonalán.

## Metróvonalak
Az állomást az alábbi metróvonalak érintik:
- 8-as metróvonal

## Kapcsolódó állomások
A metróállomáshoz az alábbi állomások vannak a legközelebb:
- Feria de Madrid (Nuevos Ministerios, 8-as metróvonal)
- Barajas (Aeropuerto T4, 8-as metróvonal)